# Województwo bielskie

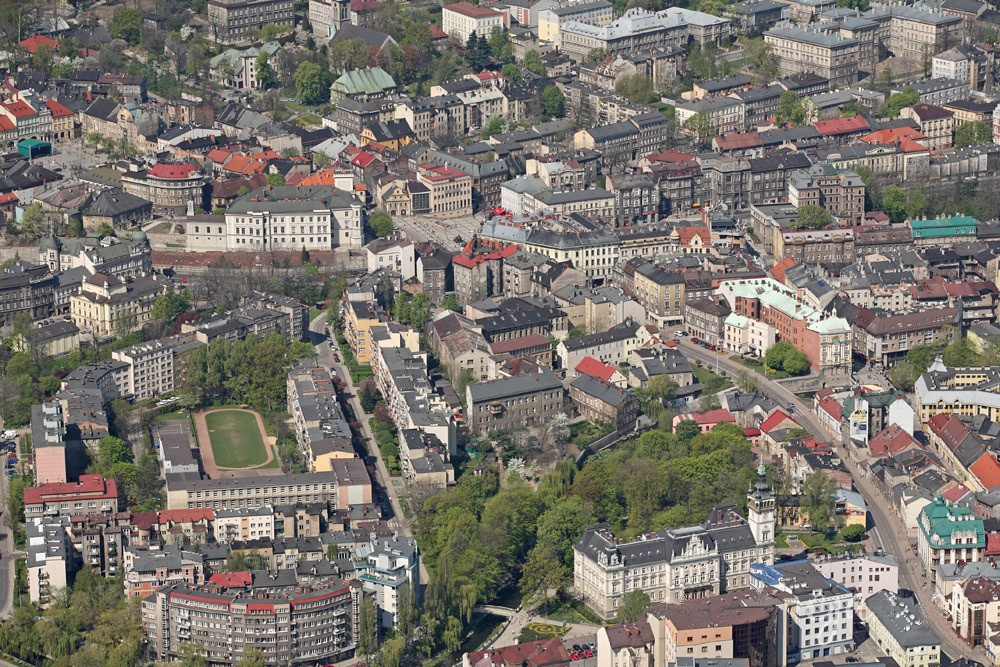
Bielsko-Biała

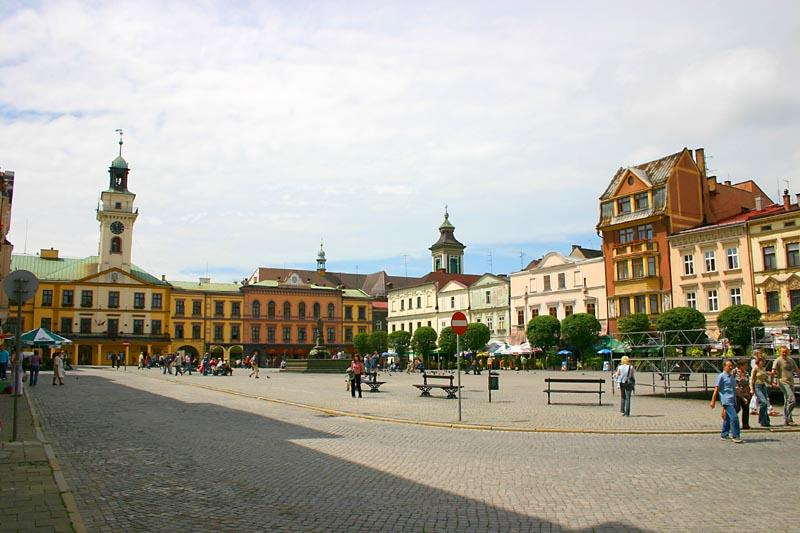
Cieszyn

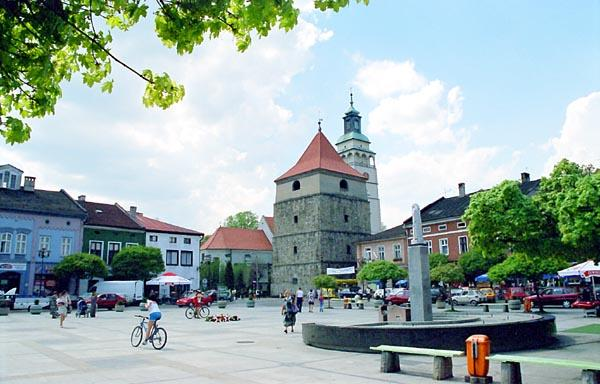
Żywiec

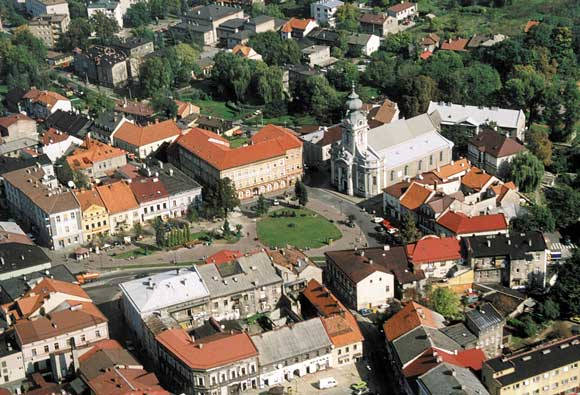
Wadowice

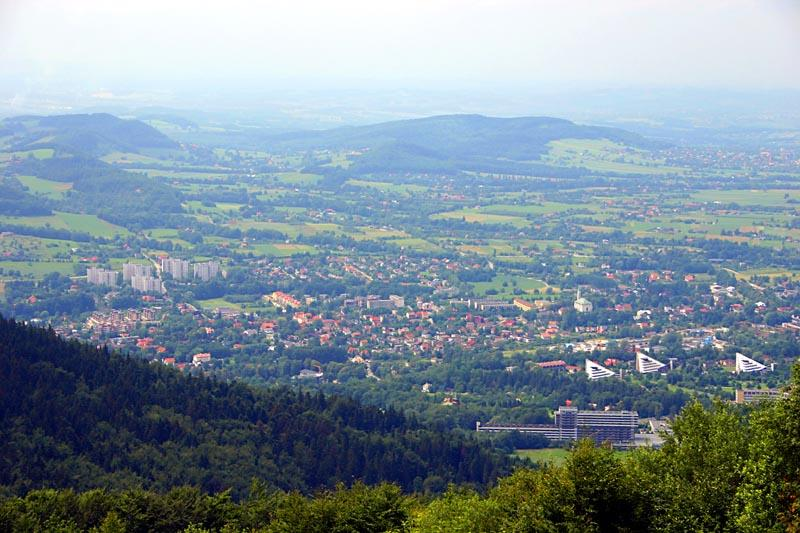
Ustroń

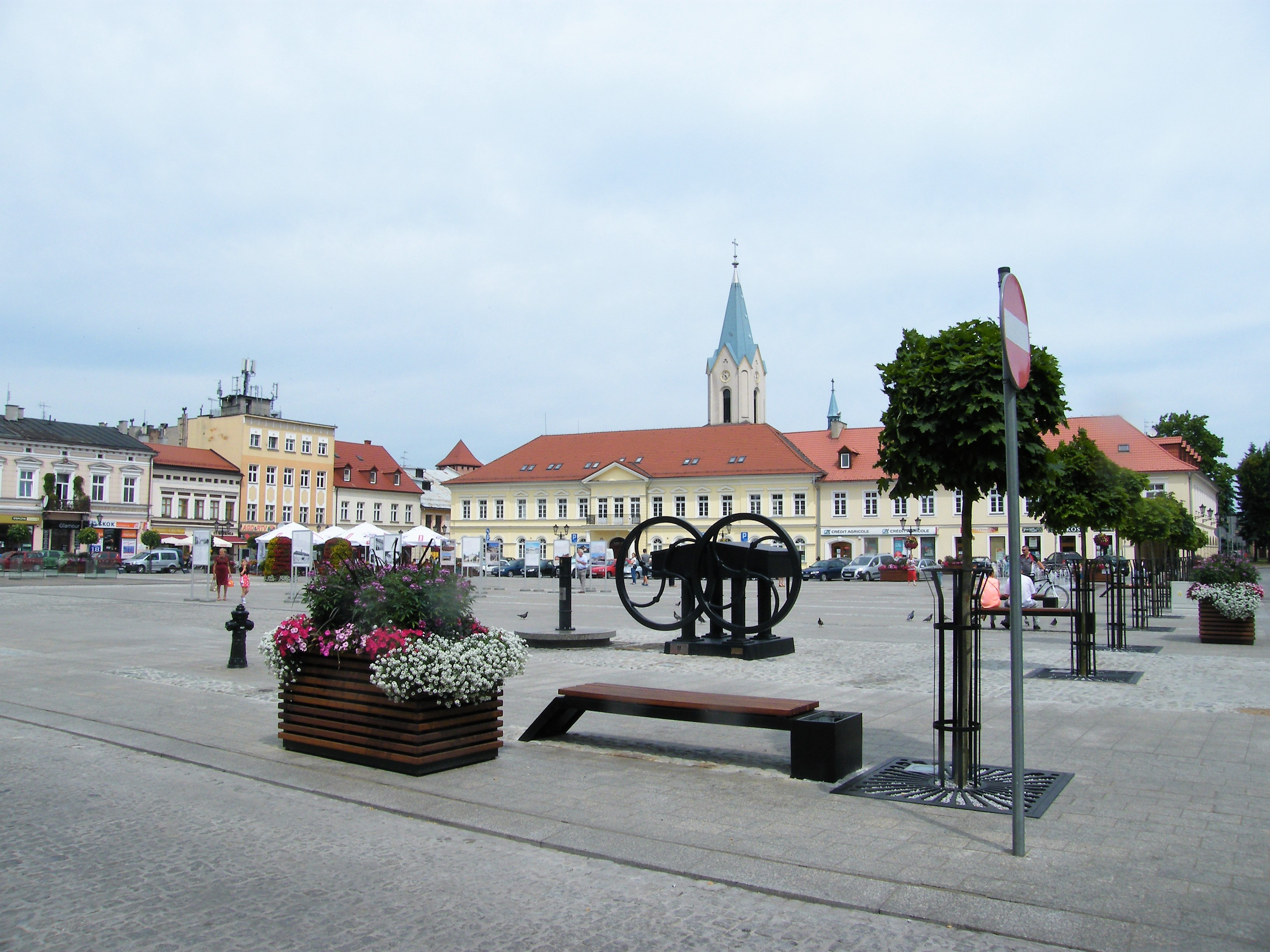
Oświęcim

Zmiany podziału administracyjnego województwa bielskiego

Województwo bielskie – województwo istniejące w południowej Polsce w latach 1975–1998 ze stolicą w Bielsku-Białej.

## Podział administracyjny
W chwili powstania województwo bielskie składało się z 18 miast i 52 gmin. Liczba jednostek ulegała kilku zmianom, spośród których największa miała miejsce 1 stycznia 1992, gdy połączono 12 miast z gminami wiejskimi, które miały w nich siedzibę. W 1976 liczbę gmin wiejskich zmniejszono do 50, w 1977 – do 47, w 1991 zwiększono ponownie do 50, zaś od 1992 województwo dzieliło się na 8 gmin miejskich, 10 miejsko-wiejskich i 41 wiejskich.

### Stan na 1 czerwca 1975 roku
Miasta i gminy województwa bielskiego w momencie jego utworzenia:
- będące wcześniej powiatami miejskimi w województwie katowickim – Bielsko-Biała i Cieszyn;
- należące wcześniej do powiatu bielskiego (województwo katowickie) – miasto Szczyrk oraz gminy: Buczkowice, Jasienica, Komorowice, Kozy, Stare Bielsko, Wapienica i Wilkowice;
- należące wcześniej do powiatu cieszyńskiego (województwo katowickie) – miasta: Skoczów, Strumień, Ustroń i Wisła oraz gminy: Brenna, Chybie, Dębowiec, Goleszów, Hażlach, Istebna, Skoczów i Strumień (miasta Skoczów i Strumień miały wspólne rady narodowe z gminami Skoczów i Strumień, odpowiednio, już od 1 stycznia 1973[2]);
- należące wcześniej do powiatu chrzanowskiego (województwo krakowskie) – miasto Chełmek oraz gmina Chełmek;
- należące wcześniej do powiatu oświęcimskiego (województwo krakowskie) – miasta: Kęty, Oświęcim, Wilamowice i Zator oraz gminy: Kęty, Osiek, Oświęcim, Przeciszów, Wilamowice i Zator;
- należące wcześniej do powiatu suskiego (województwo krakowskie) – miasta: Maków Podhalański i Sucha Beskidzka oraz gminy: Budzów, Maków Podhalański, Stryszawa, Zawoja i Zembrzyce;
- należące wcześniej do powiatu wadowickiego (województwo krakowskie) – miasta: Andrychów, Kalwaria Zebrzydowska i Wadowice oraz gminy: Andrychów, Brody, Brzeźnica, Lanckorona, Mucharz, Spytkowice, Stryszów, Tomice, Wadowice i Wieprz;
- należące wcześniej do powiatu żywieckiego (województwo krakowskie) – miasto Żywiec oraz gminy: Czernichów, Gilowice, Jeleśnia, Koszarawa, Lipowa, Łękawica, Łodygowice, Milówka, Porąbka, Radziechowy-Wieprz, Rajcza, Ślemień, Świnna, Ujsoły i Węgierska Górka.

### Zmiany w latach 1976–1998
2 lipca 1976
- połączenie gmin Gilowice i Ślemień w gminę Gilowice-Ślemień z siedzibą w Gilowicach,
- zniesienie gminy Łękawica,
- włączenie do gminy Gilowice-Ślemień sołectw: Kocierz Moszczanicki, Kocierz Rychwałdzki, Łękawica, Łysina, Oczków i Okrajnik ze znoszonej gminy Łękawica,
- włączenie do gminy Wieprz sołectw Frydrychowice i Przybradz z gminy Wadowice,
- włączenie do miasta Suchej Beskidzkiej z miasta Makowa Podhalańskiego przysiółków: Garce, Jasnochowa, Pikieta, Spiwle i Zbój o powierzchni 154 ha,
- włączenie do miasta Żywca sołectwa Moszczanica ze znoszonej gminy Łękawica oraz części obszaru Jeziora Żywieckiego z sołectwa Tresna w gminie Czernichów i z sołectwa Zarzecze w gminie Łodygowice,
- zmiana nazwy gminy Brody na Kalwaria Zebrzydowska i przeniesienie jej siedziby z Brodów do Kalwarii Zebrzydowskiej oraz gminy Buczkowice na Szczyrk i przeniesienie jej siedziby z Buczkowic do Szczyrku.

1 stycznia 1977
- zniesienie gmin: Komorowice, Stare Bielsko i Wapienica,
- włączenie do miasta Bielska-Białej gminy Komorowice oraz sołectwa Stare Bielsko ze znoszonej gminy Stare Bielsko i sołectwa Wapienica ze znoszonej gminy Wapienica,
- włączenie do gminy Jasienica sołectwa Mazańcowice ze znoszonej gminy Stare Bielsko oraz sołectw: Jaworze, Międzyrzecze Dolne i Międzyrzecze Górne ze znoszonej gminy Wapienica,
- włączenie do miasta Cieszyna sołectwa Marklowice z gminy Hażlach.

1 grudnia 1983
- włączenie do miasta Wadowic z gminy Wadowice części obszarów sołectw Jaroszowice o powierzchni 34 ha i Gorzeń Dolny o powierzchni 20 ha,
- włączenie do gminy Czernichów z miasta Żywca obrębu geodezyjnego nr 4, stanowiącego część sołectwa Tresna,
- włączenie do gminy Łodygowice z miasta Żywca obrębu geodezyjnego nr 6, stanowiącego część sołectwa Zarzecze.

1 lipca 1985
- włączenie do gminy Gilowice-Ślemień z miasta Żywca części obszaru pod nazwą Oczków wraz z pasem wód przybrzeżnych Jeziora Żywieckiego o łącznej powierzchni 126,88 ha,
- włączenie do gminy Wilkowice z gminy Łodygowice części obszaru wsi Łodygowice o powierzchni 87,14 ha.

1 stycznia 1986
- włączenie do miasta Wisły z miasta Ustronia obszaru o powierzchni 14,93 ha, położonego po południowo-zachodniej stronie ulicy Ślepej.

1 lipca 1986
- włączenie do gminy Lipowa z gminy Radziechowy-Wieprz części obszaru wsi Radziechowy o powierzchni 82 ha, stanowiącego przysiółek Twardorzeczka.

1 lipca 1987
- włączenie do gminy Wilamowice z gminy Kęty części obszaru wsi Nowa Wieś o powierzchni 43,93 ha.

1 kwietnia 1990
- zmiana nazwy gminy Szczyrk na Buczkowice i przeniesienie jej siedziby ze Szczyrku do Buczkowic.

1 lipca 1990
- włączenie do miasta Bielska-Białej: z gminy Jasienica części obszaru wsi Międzyrzecze Górne o powierzchni 3,22 ha i części obszaru wsi Mazańcowice o powierzchni 6,22 ha; z gminy Wilamowice części obszaru wsi Pisarzowice o powierzchni 32,02 ha; z gminy Wilkowice części obszaru wsi Bystra Śląska o powierzchni 415,62 ha.

27 sierpnia 1990 – utworzenie urzędów rejonowych
- Bielsko-Biała – miasta: Bielsko-Biała, Szczyrk i Wilamowice oraz gminy: Buczkowice, Jasienica, Kozy, Porąbka, Wilamowice i Wilkowice;
- Cieszyn – miasta: Cieszyn, Skoczów, Strumień, Ustroń i Wisła oraz gminy: Brenna, Chybie, Dębowiec, Goleszów, Hażlach, Istebna, Skoczów i gmina Strumień;
- Oświęcim – miasta: Chełmek, Kęty, Oświęcim i Zator oraz gminy: Chełmek, Kęty, Osiek, Oświęcim, Przeciszów i Zator;
- Wadowice – miasta: Andrychów, Kalwaria Zebrzydowska, Maków Podhalański, Sucha Beskidzka i Wadowice oraz gminy: Andrychów, Brzeźnica, Budzów, Kalwaria Zebrzydowska, Lanckorona, Mucharz, Spytkowice, Stryszawa, Stryszów, Tomice, Wadowice, Wieprz, Zawoja i Zembrzyce;
- Żywiec – miasto Żywiec oraz gminy: Czernichów, Gilowice-Ślemień, Jeleśnia, Koszarawa, Lipowa, Łodygowice, Milówka, Radziechowy-Wieprz, Rajcza, Świnna, Ujsoły i Węgierska Górka.

2 kwietnia 1991
- zniesienie gminy Gilowice-Ślemień,
- utworzenie gminy Gilowice z siedzibą w Gilowicach, obejmującej obszar wsi Gilowice i Rychwałd ze znoszonej gminy Gilowice-Ślemień,
- utworzenie gminy Jaworze z siedzibą w Jaworzu, obejmującej obszar wsi Jaworze z gminy Jasienica,
- utworzenie gminy Łękawica z siedzibą w Łękawicy, obejmującej obszar wsi: Kocierz Moszczanicki, Kocierz Rychwałdzki, Łękawica, Łysina i Okrajnik ze znoszonej gminy Gilowice-Ślemień,
- utworzenie gminy Ślemień z siedzibą w Ślemieniu, obejmującej obszar wsi: Kocoń, Las i Ślemień ze znoszonej gminy Gilowice-Ślemień,
- włączenie do miasta Żywca wsi Oczków ze znoszonej gminy Gilowice-Ślemień.

1 stycznia 1992
- połączenie miast i gmin w nowe gminy miejsko-wiejskie o tych samych nazwach i siedzibach: Andrychów, Chełmek, Kalwaria Zebrzydowska, Kęty, Maków Podhalański, Skoczów, Strumień, Wadowice, Wilamowice i Zator,
- utworzenie gminy Polanka Wielka z siedzibą w Polance Wielkiej, obejmującej obszar wsi Polanka Wielka z gminy Osiek.

1 stycznia 1994
- włączenie do gminy Wadowice z gminy Andrychów przysiółka Pankówka o powierzchni 15,16 ha,
- włączenie do gminy Węgierska Górka z gminy Radziechowy-Wieprz przysiółka Juraszki o powierzchni 16,59 ha.

30 grudnia 1994
- włączenie do gminy Stryszów z gminy Mucharz przysiółka Ostałowa o powierzchni 60,52 ha.

1 stycznia 1997
- włączenie do gminy Węgierska Górka z gminy Radziechowy-Wieprz części sołectwa Przybędza o powierzchni 52,22 ha.

1 stycznia 1998
- włączenie do miasta Andrychowa w gminie Andrychów z gminy Wieprz części wsi Wieprz o powierzchni 5,92 ha.

### Przynależność administracyjna gmin po zniesieniu województwa
1 stycznia 1999, w wyniku likwidacji województwa bielskiego, gminy wchodzące w jego skład zostały włączone do nowo utworzonych jednostek:
- włączona do województwa śląskiego jako miasto na prawach powiatu – Bielsko-Biała;
- włączone do powiatu bielskiego (województwo śląskie) – gmina miejska Szczyrk; gmina miejsko-wiejska Wilamowice; gminy wiejskie: Buczkowice, Jasienica, Jaworze, Kozy, Porąbka i Wilkowice;
- włączone do powiatu cieszyńskiego (województwo śląskie) – gminy miejskie: Cieszyn, Ustroń, Wisła; gminy miejsko-wiejskie: Skoczów, Strumień; gminy wiejskie: Brenna, Chybie, Dębowiec, Goleszów, Hażlach i Istebna;
- włączone do powiatu żywieckiego (województwo śląskie) – gmina miejska Żywiec; gminy wiejskie: Czernichów, Gilowice, Jeleśnia, Koszarawa, Lipowa, Łękawica, Łodygowice, Milówka, Radziechowy-Wieprz, Rajcza, Ślemień, Świnna, Ujsoły i Węgierska Górka;
- włączone do powiatu oświęcimskiego (województwo małopolskie) – gmina miejska Oświęcim; gminy miejsko-wiejskie: Chełmek, Kęty i Zator; gminy wiejskie: Osiek, Oświęcim, Polanka Wielka, Przeciszów;
- włączone do powiatu suskiego (województwo małopolskie) – gmina miejska Sucha Beskidzka; gmina miejsko-wiejska: Maków Podhalański; gminy wiejskie: Budzów, Stryszawa, Zawoja i Zembrzyce;
- włączone do powiatu wadowickiego (województwo małopolskie) – gminy miejsko-wiejskie: Andrychów, Kalwaria Zebrzydowska, Wadowice; gminy wiejskie: Brzeźnica, Lanckorona, Mucharz, Spytkowice, Stryszów, Tomice, Wieprz.

## Geografia

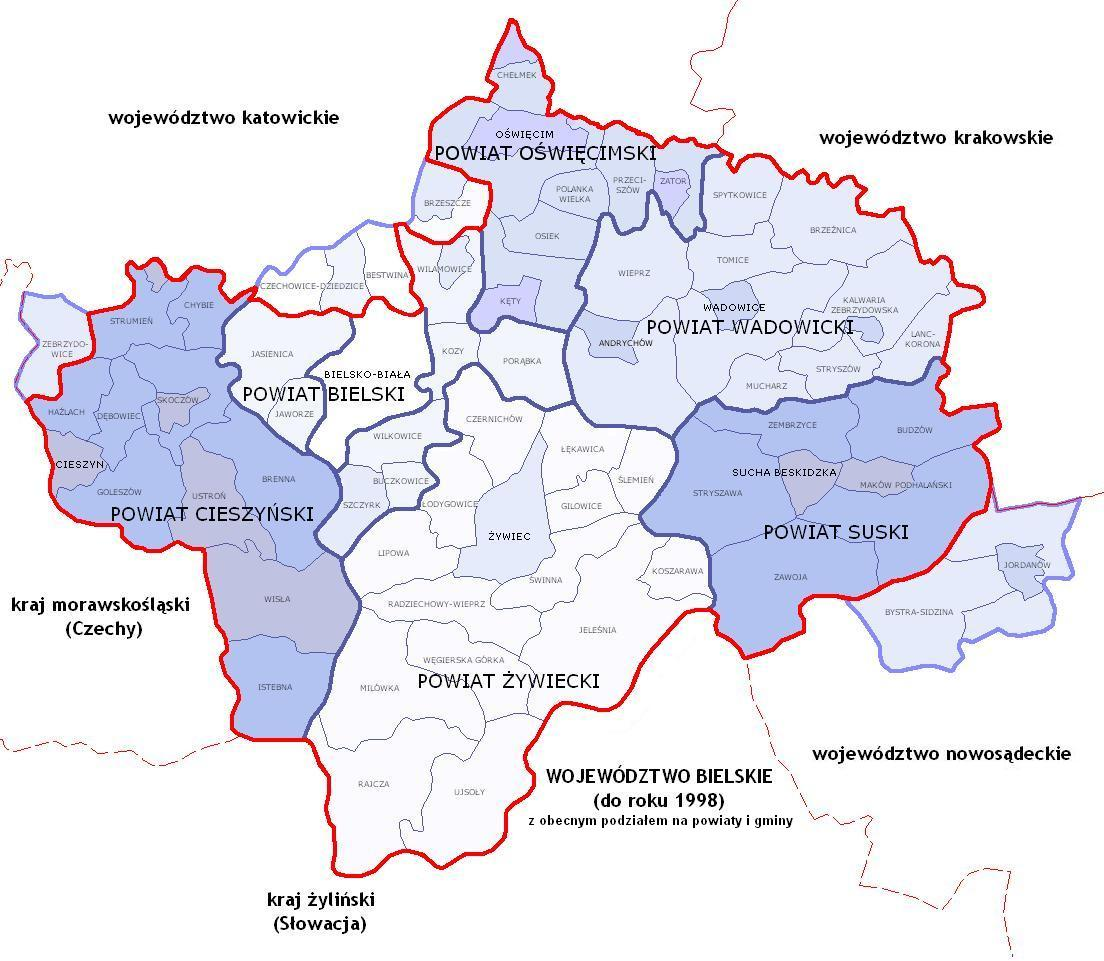
Województwo bielskie na tle obecnego podziału administracyjnego

Obszar województwa wynosił 3704 km². Dzieliło się na 18 miast i 59 gmin, a w jego skład w całości wchodziły obecne powiaty: m. Bielsko-Biała, wadowicki i żywiecki, a częściowo: bielski, cieszyński, oświęcimski i suski.
Graniczyło z województwem katowickim, krakowskim i nowosądeckim oraz Czechami i Słowacją (do 1993 Czechosłowacja).
Województwo bielskie obejmowało Pogórze Śląskie, Podgórze Wilamowickie, Kotlinę Żywiecką, Beskid Mały, Beskid Śląski, Beskid Żywiecki, a częściowo również Pogórze Wielickie, Beskid Makowski, Dolinę Górnej Wisły i Kotlinę Ostrawską. Głównymi rzekami były: Olza, Wisła, Soła, Biała i Skawa, a w masywie Babiej Góry znajdował się Babiogórski Park Narodowy.
W 1998 r. dotychczasowe województwo bielskie, mimo protestów części mieszkańców i lokalnych polityków (m.in. Grażyny Staniszewskiej), zostało podzielone pomiędzy województwo śląskie i małopolskie.

## Demografia
Liczba ludności województwa bielskiego wynosiła 927 500 mieszkańców, a gęstość zaludnienia 248 osób na km².

### Miasta
| - Bielsko-Biała – 180 300 - Oświęcim – 43 900 - Cieszyn – 37 600 - Żywiec – 32 400 - Andrychów – 23 000 - Wadowice – 19 500 - Kęty – 19 500 - Ustroń – 15 900 - Skoczów – 15 800 | - Wisła – 11 800 - Sucha Beskidzka – 9 900 - Chełmek – 9 400 - Maków Podhalański – 5 900 - Szczyrk – 5 600 - Kalwaria Zebrzydowska – 4 500 - Zator – 3 600 - Strumień – 3 400 - Wilamowice – 2 800 |

Dane o ludności z 31.12.1998

### Ludność w latach
| Rok                    | Liczba mieszkańców |
| ---------------------- | ------------------ |
| 1975 (31 grudnia)      | 779,3 tys.         |
| 1976 (31 grudnia)      | 789,1 tys.         |
| 1977 (31 grudnia)      | 798,2 tys.         |
| 1978 (spis powszechny) | 810 229            |
| 1978 (31 grudnia)      | 809,2 tys.         |
| 1979 (31 grudnia)      | 820,7 tys.         |
| 1980 (31 grudnia)      | 829,9 tys.         |
| 1983 (31 grudnia)      | 857,5 tys.         |
| 1985 (31 grudnia)      | 873,6 tys.         |
| 1986                   | 878,8 tys.         |
| 1987                   | 884,7 tys.         |
| 1988                   | 889,9 tys.         |
| 1989 (31 grudnia)      | 895,3 tys.         |
| 1990 (30 czerwca)      | 897,5 tys.         |
| 1990 (31 grudnia)      | 900,2 tys.         |
| 1991 (31 grudnia)      | 906,7 tys.         |
| 1992 (31 grudnia)      | 907,3 tys.         |
| 1993 (30 czerwca)      | 909,5 tys.         |
| 1994 (31 grudnia)      | 915,1 tys.         |
| 1995 (30 czerwca)      | 916,6 tys.         |
| 1995 (31 grudnia)      | 918,6 tys.         |
| 1997 (31 grudnia)      | 924 tys.           |

## Gospodarka
W gospodarce województwa dominował przemysł (głównie samochodowy, elektromaszynowy, włókienniczy i chemiczny), turystyka (głównie w południowej części województwa), a także handel i usługi. Na jego terenie znajdował się Bielski Okręg Przemysłowy, jeden z 11 głównych okręgów przemysłowych Polski. W 1998 r. bezrobocie wyniosło 9,1% (czwarty najniższy stopień w kraju), a województwo było jednym z ośmiu, gdzie liczba zatrudnionych w przemyśle wyniosła ponad 40%.
Głównymi ośrodkami przemysłowymi województwa były: Bielsko-Biała, Andrychów, Cieszyn, Żywiec, Oświęcim, Kęty, Skoczów i Wadowice.

## Wojewodowie bielscy
- Józef Łabudek (1 czerwca 1975 – luty 1981) (PZPR)
- Stanisław Łuczkiewicz (10 marca 1981 – 7 listopada 1987) (PZPR)
- Franciszek Strzałka (18 grudnia 1987 – 2 kwietnia 1990) (PZPR do 1990 r./SdRP w 1990 r.)
- Mirosław Styczeń (9 kwietnia 1990 – 1 lutego 1994) (KR do 1992 r./PK od 1992 r.)
- Marek Trombski (24 lutego 1994 – 28 listopada 1997) (rekomendowany przez SLD)
- Andrzej Sikora (9 grudnia 1997 – 31 grudnia 1998) (AWS)

## Transport drogowy
Główną osią transportową województwa bielskiego do 1985 roku była droga międzynarodowa E7 Rzym - Warszawa, krzyżująca się w Cieszynie z drogą E16 Bratysława - Gdynia.